# ФК «Динамо» Москва в сезоне 1925
Сезон 1925 года — 3-й в истории футбольного клуба «Динамо» Москва.
В нём команда приняла участие в чемпионате Москвы и в первенстве «Динамо».

## Общая характеристика выступления команды в сезоне
В этом сезоне в главную (первую) команду «Динамо» пришли сразу пятеро собственных игроков из «младших» команд, сыгравших заметную роль; в том числе в первой команде дебютировал 19-летний Сергей Иванов — одна из «звезд» довоенного московского футбола. Он сразу стал лучшим бомбардиром команды (15 мячей в 11 играх).
В первенстве столицы, которое в этом сезоне не удалось завершить ввиду постоянного отвлечения ведущих игроков большинства клубов на матчи разнообразных сборных команд, динамовцы, становящиеся все более заметной силой, шли в своей подгруппе на втором месте (сразу за признанным фаворитом — «Красной Пресней»).
В традиционном ежегодном матче со своими ленинградскими одноклубниками динамовцы вновь одержали победу.

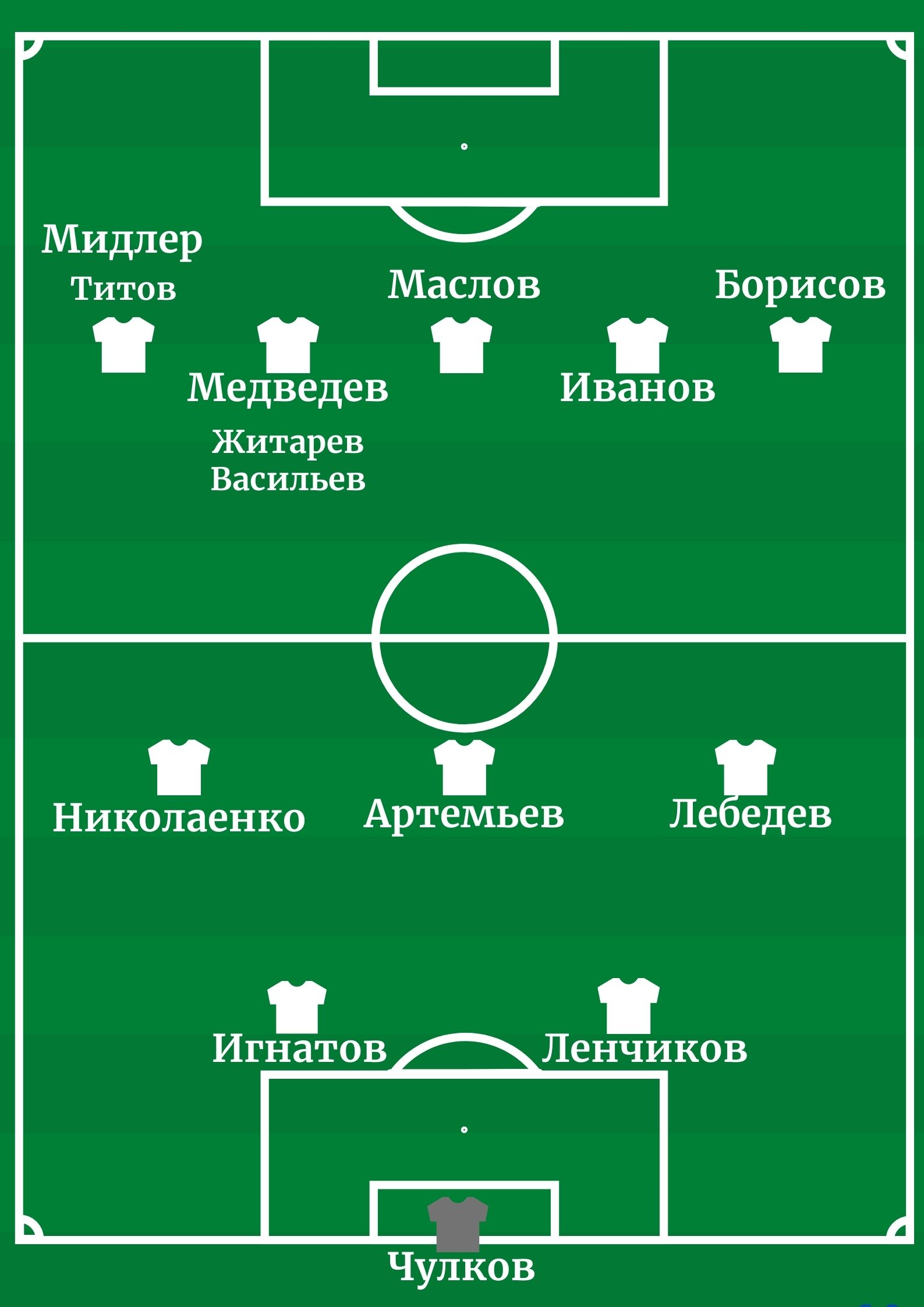

## Команда

### Состав
| Игрок               | Дата рождения    | Сезон в «Динамо» | Бывший клуб        |
| Вратарь             | Вратарь          | Вратарь          | Вратарь            |
| ------------------- | ---------------- | ---------------- | ------------------ |
| Фёдор Чулков        | 17 февраля 1898  | 3                | КФ «Сокольники»    |
| Защитники           |                  |                  |                    |
| Иван Ленчиков       | 31 мая 1899      | 3                | КФ «Сокольники»    |
| Николай Игнатов     | 2 мая 1894       | 3                | КФ «Сокольники»    |
| Михаил Соколов      | [[ ]] 1899       | 1                | «Динамо» (клубная) |
| Полузащитники       |                  |                  |                    |
| Павел Лебедев       | 20 февраля 1901  | 1                | ОППВ               |
| Иван Артемьев       | 19 августа 1895  | 2                | «Красная Пресня»   |
| Андрей Николаенко   | [[ ]] 1900       | 1                | «Динамо» (клубная) |
| Николай Краснов     | [[ ]] 1899       | 1                | «Динамо» (клубная) |
| Нападающие          |                  |                  |                    |
| Александр Борисов   | 12 сентября 1899 | 3                | СК «Замоскворечье» |
| Сергей Иванов       | 7 мая 1906       | 1                | «Динамо» (клубная) |
| Дмитрий Маслов      | 19 октября 1901  | 2                | «Красная Пресня»   |
| Василий Житарев     | 13 января 1891   | 3                | КФ «Сокольники»    |
| Пётр Мидлер         | 9 апреля 1906    | 2                | «Красная Пресня»   |
| Владимир Титов      | [[ ]] 1903       | 2                | «Динамо» (клубная) |
| Константин Васильев | [[ ]] 1901       | 3                | КФ «Сокольники»    |
| Николай Медведев    | [[ ]] 1903       | 1                | «Динамо» (клубная) |

### Изменения в составе
| Поз | Игрок             | Прежний клуб       |
| --- | ----------------- | ------------------ |
| З   | Михаил Соколов    | «Динамо» (клубная) |
| П   | Павел Лебедев     | ОППВ               |
| П   | Андрей Николаенко | «Динамо» (клубная) |
| П   | Николай Краснов   | «Динамо» (клубная) |
| Н   | Сергей Иванов     | «Динамо» (клубная) |
| Н   | Николай Медведев  | «Динамо» (клубная) |

| Поз | Игрок                | Новый клуб         |
| --- | -------------------- | ------------------ |
| В   | Станислав Мизгер     | «Динамо» (клубная) |
| П   | Иван Овечкин         | «Рускабель»        |
| П   | Пётр Овечкин         | «Сахарники»        |
| П   | Сергей Дмитриев-Моро | «Моссовет»         |
| Н   | Александр Чудаков    | «Динамо» (клубная) |

## Официальные матчи

### Чемпионат Москвы 1925
Число участников — 14. Чемпионат не был закончен ввиду насыщенного календаря сборных команд в 1925 году; Московский Совет физкультуры своим постановлением прекратил чемпионат 11 октября.
Чемпионат разыгрывался в двух предварительных группах по 7 команд. Команда «Динамо» Москва играла в группе «Б» и на момент прекращения чемпионата занимала 2 место (при двух недоигранных матчах).
| 21 июн ЧМ 1(17) | «Динамо» Москва                                                                           | 11:0    | «Перово» | Москва                                               |
| | - Иванов 8′ 16′ 30′ 55′ - Маслов 12′ 23′ 49′ 61′ - Житарев 66′ - Борисов 68′ - Мидлер 73′ | (отчёт) |          | Стадион: «Динамо» Зрителей: 3 000 Судья: В. Рябоконь |
| «Динамо» Москва: Чулков - Ленчиков, Игнатов - Лебедев, И. Артемьев , Николаенко - Борисов, Иванов, Маслов, Житарев, Мидлер |                                                                                           |         |          |                                                      |

| 28 июн ЧМ 2(18) | «Динамо» Москва           | 2:0     | «Пролетарская кузница» | Москва                            |
| | - Маслов 60′ - Иванов 73′ | (отчёт) |                        | Стадион: «Динамо» Зрителей: 3 000 |
| «Динамо» Москва: Чулков — Ленчиков, Игнатов — Лебедев, И. Артемьев , Николаенко — Борисов, Иванов, Маслов, Житарев, Мидлер Пролетарская кузница: Курский — Пампелин, Поляков — И. Иванов, М. Путистин, Канаев — Н. Путистин, Плотников, Вавилов, Н. Васильев, Грязнов |                           |         |                        |                                   |

| 5 июл ЧМ 3(19) | «Динамо» Москва | 0:4     | «Красная Пресня»                                             | Москва                                                       |
| |                 | (отчёт) | - 28′ Исаков - 51′ 60′ П. Канунников - 73′ (пен.) К. Блинков | Стадион: «Красная Пресня» Зрителей: 5 000 Судья: В. Рябоконь |
| «Динамо» Москва: Чулков - Ленчиков, Игнатов - Лебедев, И. Артемьев , Николаенко - Борисов, Иванов, Маслов, Житарев, Мидлер Красная Пресня: Баклашев - Ал. Старостин, Попов - Квашнин, К. Блинков, И. Хайдин - Н. Старостин, П. Артемьев, Исаков, П. Канунников , Леута |                 |         |                                                              |                                                              |

| 19 июл ЧМ 4(20) | «Динамо» Москва               | 3:0     | РКимА | Москва                           |
| | - Иванов 19′ 64′ - Маслов 55′ | (отчёт) |       | Стадион: «РКимА» Зрителей: 3 000 |
| «Динамо» Москва: Чулков - Ленчиков, Игнатов - Лебедев, И. Артемьев , Николаенко - Борисов, Иванов, Маслов, Медведев, Титов РКимА: Каменский - С. С. Иванов, Григорьев - Пучков, Фролов, Голубчиков - Грязнов, Васильев, Цыплёнков , Никифоров, И. Иванов |                               |         |       |                                  |

| 6 авг ЧМ 5(21) | «Динамо» Москва                         | 3:2     | «Сахарники»                    | Москва                                              |
| | - Маслов 19′ - Иванов 30′ - Борисов 72′ | (отчёт) | - 38′ Михайлов - 51′ Лепорский | Стадион: «Динамо» Зрителей: 3 000 Судья: Л. Романов |
| «Динамо» Москва: Чулков - Ленчиков, Игнатов - Лебедев, И. Артемьев , Николаенко - Борисов, Иванов, Маслов, Медведев, Титов «Сахарники»: Сахаров - С. М. Иванов, Лебедев - Канаев, Лепорский , Б. Аркадьев - Вит. Аркадьев, Михайлов, Рязанцев, Бобров, Мешков |                                         |         |                                |                                                     |

| 9 авг ЧМ 6(22) | «Динамо» Москва           | 2:1     | «Перово»     | Москва                                    |
| | - Иванов 28′ - Маслов 66′ | (отчёт) | - 60′ Епишин | Стадион: «Красное Перово» Зрителей: 2 000 |
| «Динамо» Москва: Чулков - Ленчиков, Игнатов - Лебедев, И. Артемьев , Николаенко - Борисов, Иванов, Маслов, Васильев, Мидлер |                           |         |              |                                           |

| 15 авг ЧМ 7(23) | «Динамо» Москва                       | 2:3     | «Пролетарская кузница»              | Москва                                          |
| | - Иванов 18′ - И. Артемьев 81′ (пен.) | (отчёт) | - 30′ 65′ Вавилов - 78′ Н. Васильев | Стадион: «Пролетарская Кузница» Зрителей: 3 000 |
| «Динамо» Москва: Чулков - Ленчиков, Игнатов - Лебедев, И. Артемьев , Николаенко - Борисов, Иванов, Маслов, Васильев, Мидлер Пролетарская кузница: Курский - Поляков, М. Путистин - И. Иванов, Н. Путистин, Канаев - Плотников, Вавилов, Витгарт, Н. Васильев, Грязнов |                                       |         |                                     |                                                 |

| 13 сен ЧМ 8(24) | «Динамо» Москва | 1:3     | «Сахарники»                          | Москва                                                   |
| | - Иванов 54′    | (отчёт) | - 12′ 38′ М. Денисов - 72′ Парамонов | Стадион: «Металлистов» Зрителей: 3 000 Судья: Л. Романов |
| «Динамо» Москва: Чулков - Ленчиков, Игнатов - Лебедев, И. Артемьев , Николаенко - Борисов, Иванов, Маслов, Медведев, Титов «Сахарники»: Сахаров - С. М. Иванов, Лебедев - Канаев, Лепорский , Б. Аркадьев - Михайлов, Панов, Парамонов, М. Денисов, Мешков |                 |         |                                      |                                                          |

| 26 сен ЧМ 9(25) | «Динамо» Москва | 1:2     | «Красное Орехово»                          | Орехово-Зуево                                                          |
| | - Иванов 32′    | (отчёт) | - 37′ Шапошников - 65′ (пен.) Вяч. Андреев | Стадион: «Красное Орехово» Зрителей: 5 000 Судья: Г. Добрынин-Дулькейт |
| «Динамо» Москва: Чулков - Ленчиков, Игнатов - Краснов, И. Артемьев , Николаенко - Титов, Иванов, Маслов, Васильев, Медведев Красное Орехово: И. Рыжов - Вяч. Андреев , Маныкин - Н. Денисов, Кротов, Жаворонков - Перницкий, Калмыков, Мурашев, А. Рыжов, Шапошников |                 |         |                                            |                                                                        |

| 4 окт ЧМ 10(26) | «Динамо» Москва                                              | 6:1     | «Красное Орехово» | Москва                                               |
| | - Маслов 13′ 55′ - Иванов 28′ 63′ - Титов 69′ - Медведев 73′ | (отчёт) | - 59′ Калмыков    | Стадион: «Динамо» Зрителей: 4 000 Судья: В. Рябоконь |
| «Динамо» Москва: Чулков - Соколов, Игнатов - Ленчиков, И. Артемьев , Краснов - Титов, Иванов, Маслов, Медведев, Мидлер Красное Орехово: И. Рыжов - Вяч. Андреев , Маныкин - Н. Денисов, Н. Смирнов, Жаворонков - Перницкий, Калмыков, Борисов, А. Рыжов, Шапошников |                                                              |         |                   |                                                      |

#### Итоговая таблица
Группа «Б»
| М | Команда                | И  | В | Н | П | Мячи    | ±   | О  |
| - | ---------------------- | -- | - | - | - | ------- | --- | -- |
| 1 | «Красная Пресня»       | 9  | 8 | 0 | 1 | 38 − 9  | +29 | 25 |
| 2 | «Динамо»               | 10 | 6 | 0 | 4 | 31 − 16 | +15 | 22 |
| 3 | «Пролетарская кузница» | 9  | 4 | 2 | 3 | 14 − 19 | −5  | 19 |
| 4 | «Красное Орехово»      | 9  | 3 | 1 | 5 | 23 − 21 | +2  | 16 |
| 5 | РКимА                  | 9  | 3 | 1 | 5 | 8 − 24  | −16 | 15 |
| 6 | «Сахарники»            | 8  | 3 | 1 | 4 | 14 − 13 | +1  | 15 |
| 7 | «Перово»               | 8  | 0 | 3 | 5 | 5 − 31  | −26 | 11 |

И — игры, В — выигрыши, Н — ничьи, П — проигрыши, Мячи — забитые и пропущенные голы, ± — разница голов, О — очки

### Первенство «Динамо»
Матч на кубок ЛГСФК (Ленинградского губернского совета физкультуры)
| 19 сен ЧД 1(3) | «Динамо» Москва                                            | 5:2     | «Динамо» Ленинград           | Москва                            |
| | - Маслов 13′ 55′ - Иванов 70′ - Борисов 75′ - Медведев 78′ | (отчёт) | - 16′ Фохт - 84′ Сидельников | Стадион: «Динамо» Зрителей: 3 000 |
| «Динамо» Москва: Чулков - Ленчиков, Игнатов - Лебедев, И. Артемьев , Николаенко - Борисов, Иванов, Маслов, Медведев, Мидлер «Динамо» Ленинград: Голубев - Сидоров, Трутнев - Евдокимов, Л. Иванов, Мозиас - Балашев, Суханов, Фохт, Сидельников, Надуваев |                                                            |         |                              |                                   |

## Товарищеские матчи

#### Предсезонные и контрольные игры
| 26 апр ТМ 1 | «Динамо» Москва | 0:1     | РКимА | Москва |
|             |                 | (отчёт) |       |        |

| 2 мая ТМ 2 | «Динамо» Москва | 4:1     | «Труженик» (Раменское) | Раменское |
|            |                 | (отчёт) |                        |           |

| 10 мая ТМ 3 | «Динамо» Москва | 1:1     | «Пролетарская кузница» | Москва |
|             |                 | (отчёт) |                        |        |

| 24 мая ТМ 4 | «Динамо» Москва | 1:0     | КОР | Москва |
|             |                 | (отчёт) |     |        |

| 25 мая ТМ 5 | «Динамо» Москва | 0:1     | Тверь | Москва |
|             |                 | (отчёт) |       |        |

| 31 мая ТМ 6 | «Динамо» Москва | 1:1     | ОППВ | Москва |
|             |                 | (отчёт) |      |        |

| 14 июн ТМ 7 | «Динамо» Москва | 2:3     | «Красная Пресня» | Москва                    |
|             |                 | (отчёт) |                  | Стадион: «Красная Пресня» |

| 24 июля ТМ 8 | «Динамо» Москва | 7:5     | «Динамо» (Нижний Новгород) | Нижний Новгород |
|              |                 | (отчёт) |                            |                 |

| 26 июля ТМ 9 | «Динамо» Москва | 10:3    | Нижний Новгород | Нижний Новгород |
|              | - Иванов х 8    | (отчёт) |                 |                 |

| 2 авг ТМ 10 | «Динамо» Москва | 3:2     | СКЖС (Ярославль) | Ярославль      |
|             |                 | (отчёт) |                  | Судья: Медведь |

| 19 авг ТМ 11 | «Динамо» Москва   | 3:1     | Закавказье | Москва |
|              | - Иванов - Маслов | (отчёт) |            |        |

| 9 сен ТМ 12 | «Динамо» сборная | 1:2     | Москва II       | Москва        |
|             |                  | (отчёт) | - 1:2′ Жибоедов | Стадион: ОППВ |

| 1 ноя ТМ 13 | «Динамо» Москва | 2:3     | «Красная Пресня» | Москва                    |
|             |                 | (отчёт) |                  | Стадион: «Красная Пресня» |

## Статистика сезона

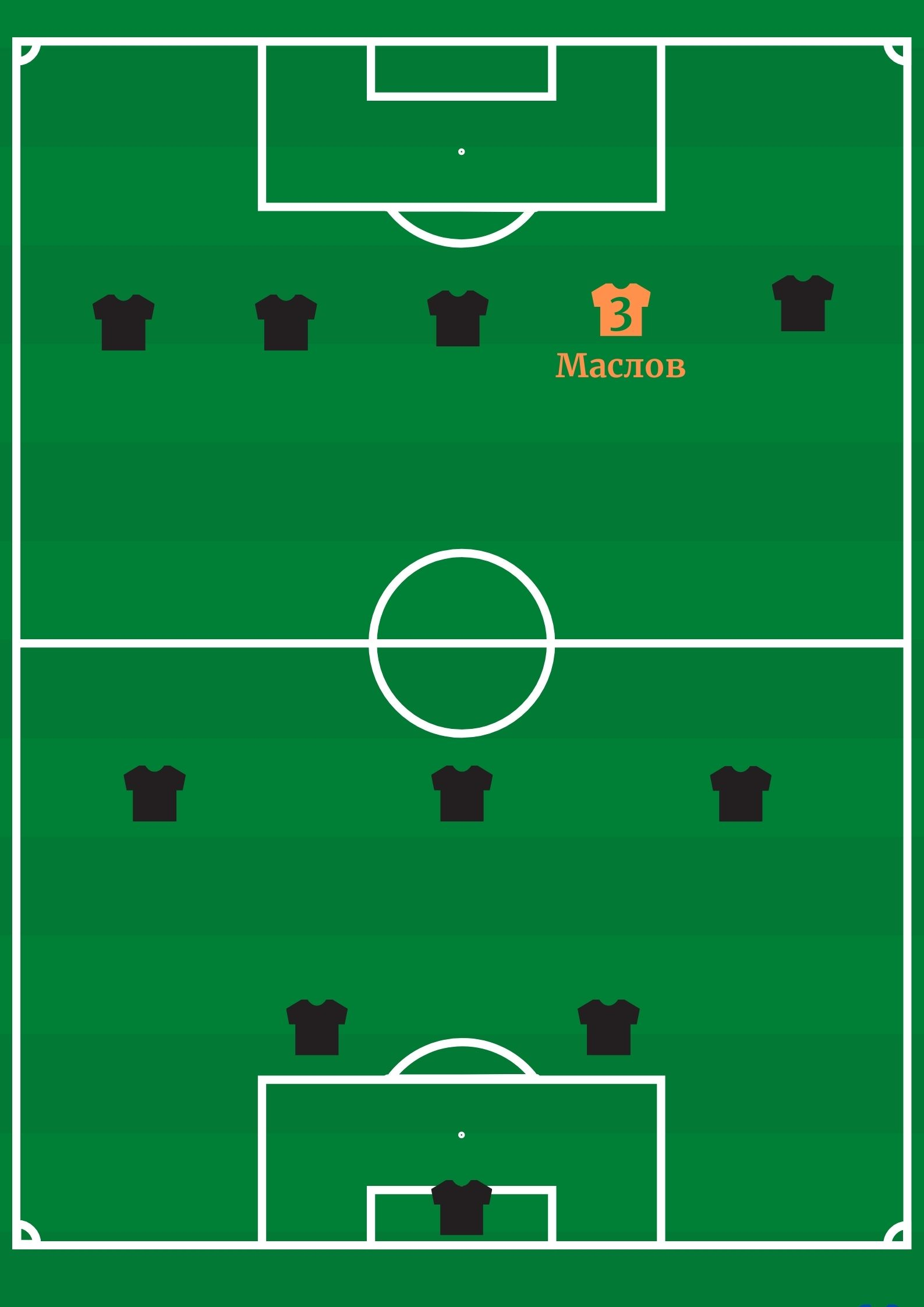
Динамовцы в списке 33 лучших футболистов

| Игрок               | Чемпионат Москвы | Чемпионат Москвы | Чемпионат «Динамо» | Чемпионат «Динамо» | Итого           | Итого   | Товарищеские матчи | Товарищеские матчи | Всего официальные матчи | Всего официальные матчи |
| Игрок               | Вышел на замену  | Гол              | Вышел на замену    | Гол                | Вышел на замену | Гол     | Вышел на замену    | Гол                | Вышел на замену         | Гол                     |
| Вратарь             | Вратарь          | Вратарь          | Вратарь            | Вратарь            | Вратарь         | Вратарь | Вратарь            | Вратарь            | Вратарь                 | Вратарь                 |
| ------------------- | ---------------- | ---------------- | ------------------ | ------------------ | --------------- | ------- | ------------------ | ------------------ | ----------------------- | ----------------------- |
| Фёдор Чулков        | 10               | (-16)            | 1                  | (-2)               | 11              | (-18)   |                    |                    | 27                      | (-41)                   |
| Защитники           |                  |                  |                    |                    |                 |         |                    |                    |                         |                         |
| Иван Ленчиков       | 10               |                  | 1                  |                    | 11              |         |                    |                    | 29                      |                         |
| Николай Игнатов     | 10               |                  | 1                  |                    | 11              |         |                    |                    | 29                      |                         |
| Михаил Соколов      | 1                |                  |                    |                    | 1               |         |                    |                    | 1                       |                         |
| Полузащитники       |                  |                  |                    |                    |                 |         |                    |                    |                         |                         |
| Павел Лебедев       | 8                |                  | 1                  |                    | 9               |         |                    |                    | 9                       |                         |
| Иван Артемьев       | 10               | 1                | 1                  |                    | 11              | 1       |                    |                    | 21                      | 3                       |
| Андрей Николаенко   | 9                |                  | 1                  |                    | 10              |         |                    |                    | 10                      |                         |
| Николай Краснов     | 2                |                  |                    |                    | 2               |         |                    |                    | 2                       |                         |
| Нападающие          |                  |                  |                    |                    |                 |         |                    |                    |                         |                         |
| Александр Борисов   | 8                | 2                | 1                  | 1                  | 9               | 3       |                    |                    | 19                      | 4                       |
| Сергей Иванов       | 10               | 14               | 1                  | 1                  | 11              | 15      | 2                  | 10                 | 11                      | 15                      |
| Дмитрий Маслов      | 10               | 10               | 1                  | 2                  | 11              | 12      | 2                  | 1                  | 21                      | 20                      |
| Николай Медведев    | 5                | 1                | 1                  | 1                  | 6               | 2       |                    |                    | 6                       | 2                       |
| Пётр Мидлер         | 6                | 1                | 1                  |                    | 7               | 1       |                    |                    | 11                      | 1                       |
| Владимир Титов      | 5                | 1                |                    |                    | 5               | 1       |                    |                    | 13                      | 4                       |
| Василий Житарев     | 3                | 1                |                    |                    | 3               | 1       |                    |                    | 21                      | 10                      |
| Константин Васильев | 3                |                  |                    |                    | 3               |         |                    |                    | 8                       |                         |